# گوگجه ییلاق
گوگجه ییلاق، روستایی از توابع بخش محمود آباد شهرستان خدابنده در استان زنجان ایران است.

## جمعیت
این روستا در دهستان خرارود قرار دارد و براساس سرشماری مرکز آمار ایران در سال ۱۳۸۵، جمعیت آن ۸۴۳ نفر (۱۶۶خانوار) بوده‌است. 